# Umuahia
Umuahia je glavni grad nigerijske savezne države Abia. Leži na željezničkoj pruzi Port Harcourt - Enugu, na 120 metara nadmorske visine. Većinski dio populacije sačinjavaju pripadnici naroda Igbo. Glavna je djelatnost trgovina poljoprivrednim proizvodima, posebice agrumima, palminim uljem i kukuruzom.
Umuahia je bila jedna od tri prijestolnice nepriznate države Biafre (druge dvije su bile Enugu i Owerri). U gradu je 1924. rođen Johnson Aguiyi-Ironsi, drugi predsjednik Nigerije, ubijen u puču	29. srpnja 1966. godine.
Prema popisu iz 1991., Umuahia ima 147.167 stanovnika.

## Vanjske poveznice

### Ostali projekti
|  | Zajednički poslužitelj ima još gradiva o temi Umuahia |